# Zmięk
Zmięk (Rhagonycha) – rodzaj niewielkich drapieżnych chrząszczy z rodziny omomiłkowatych (Cantharididae).
Czułki bardzo ruchliwe, położone na czole płaskim, pozbawionym zgrubień i płynnie, bezszwowo przechodzącym w nadustek. Brak żuwaczek. Odwłok ma 7 sternitów. Uda przymocowane do krętarzy skośnie, środkowej pary stykają się ze sobą. Pazurki rozszczepione na końcu. Rodzaj liczy od 10 do 15 gatunków dość trudnych do oznaczenia. Zazwyczaj zauważyć je można na kwiatach roślin baldaszkowatych, gdzie polują i spotykają osobniki płci przeciwnej. Jednym z częściej obserwowanych gatunków jest zmięk żółty.